# Mark Johnson (filòsof)
Mark L. Johnson (Kansas City, Missouri, 24 de maig de 1949) és professor del Departament de Filosofia de la Universitat d'Oregon. És conegut per les seves contribucions a la filosofia sobre el cos, la ciència cognitiva i la lingüística cognitiva. En algunes obres ha treballat amb George Lakoff, una de les més destacades és Metaphors We Live By (1980). També ha publicat sobre temes filosòfics com els filòsofs John Dewey i Immanuel Kant. En alguns treballs tracta de l'ètica i la moral, Morality for Humans: Ethical Understanding from the Perspective of Cognitive Science.

## Biografia
Mark L. Johnson va néixer a Kansas City, Missouri, el 24 de maig de 1949. Va rebre el títol de Llicenciatura en Filosofia i anglès a la Universitat de Kansas (1971), un màster (1975) i un doctorat en Filosofia per la Universitat de Chicago (1977). Va ensenyar al Departament de Filosofia del sud d'Illinois des de 1977 fins a 1994, i després es va traslladar al Departament de Filosofia de la Universitat d’Oregó (1994-actualment). Actualment, és professor emèrit de Filosofia i  a Philip H. Knight professor emèrit d'arts i ciències liberals. Johnson és autor de nombrosos articles i capítols de llibres sobre una àmplia gamma de temes com la filosofia del llenguatge, la teoria de la metàfora, l'estètica, la teoria moral recent, el naturalisme ètic, la filosofia i la ciència cognitiva, la cognició sobre el cos, la psicologia filosòfica i la filosofia pragmatista nord-americana.

## Obra
- Morality for Humans: Ethical Understanding from the Perspective of Cognitive Science, University of Chicago Press, 2014.
- The Meaning of the Body: Aesthetics of Human Understanding, University of Chicago Press, 2007.
- Philosophy in the Flesh: The Bodied Mind and Its Challenge to Western Thought (coautor amb George Lakoff), Basic Books, 1999.
- Moral Imagination: Implications of Cognitive Science for Ethics, University of Chicago Press, 1993.
- The Body in the Mind: The Bodily Basis of Meaning, Imagination, and Reason, University of Chicago Press, 1987.
- Philosophical Perspectives on Metaphor, Universitat de Minnesota, 1981.
- Metaphors We Live By (coautor amb George Lakoff), University of Chicago Press, 1980; revisat el 2003.

## Altres fonts
- "We Are Live Creatures: Embodiment, American Pragmatism, and the Cognitive Organism" (coautor, Tim Rohrer) (L'enllaç és a l'esborrany final de preimpressió arxivat.) A Cos, llenguatge i ment, vol. 1. Zlatev, Jordània; Ziemke, Tom; Frank, Roz; Dirven, René (eds.). Berlín: Mouton de Gruyter, 2007.